# Schizymenium pontevedrense
Schizymenium pontevedrense är en bladmossart som beskrevs av C. Casas et al. 1989 [1990. Schizymenium pontevedrense ingår i släktet Schizymenium och familjen Bryaceae. Inga underarter finns listade i Catalogue of Life.